# Mila Mulroney
Milica "Mila" Mulroney (née Milica "Mila" Pivnicki, en serbe : Милица "Мила" Пивнички), née le 13 juillet 1953 à Sarajevo, est la veuve du 18e premier ministre du Canada de 1984 à 1993, Brian Mulroney. Les Mulroney sont les parents d'une fille, Caroline, et de trois garçons, Benedict , Mark et Nicholas. Ce dernier est né à la résidence du premier ministre, 24, promenade Sussex.

## Biographie
Elle est née de parents serbes orthodoxes à Sarajevo, à l'époque en Yougoslavie, où son père Dimitrije Mita Pivnicki était médecin. En 1956, celui-ci a obtenu un poste de chercheur au département de psychiatrie de l'Hôpital Royal Victoria. En attendant de le rejoindre, sa femme Bogdanka Ilić, qui était enceinte, est retournée avec la petite Milica dans sa ville natale de Novi Bečej, en Serbie. Deux ans plus tard, en 1958, elle a pu le rejoindre à Montréal avec leurs deux enfants (Milica, 5 ans et le petit Jovan, 1 an).
Milica a fait des études d'ingénierie à l'Université Concordia, mais n'a pas poursuivi jusqu'au diplôme.
À 19 ans, le 26 mai 1973, elle a épousé Brian Mulroney, un juriste de 14 ans son aîné. Tous deux étaient membres du Parti progressiste-conservateur du Canada à Westmount. Mila a joué un rôle important dans la première campagne de son mari pour prendre la tête du parti. 
Elle a représenté un changement radical par rapport aux épouses des premiers ministres précédents, la féministe Maureen McTeer et « l'enfant sauvage » Margaret Trudeau. Femme au foyer, elle plaisait beaucoup à cette catégorie de votantes, particulièrement par ses réponses aux critiques de féministes en vue (dont celles de Sheila Copps en 1987). De nombreux badges électoraux montraient le visages de Brian Mulroney et le sien, et le premier ministre de l'Ontario Bill Davis a déclaré à son mari : « Mila te rapportera plus de vote que toi-même. »
Elle a eu un rôle plus important durant le mandat de son mari, faisant campagne pour plusieurs organisations caritatives en faveur des enfants. Son rôle, dont certains ont affirmé qu'elle essayait de le transformer en celui de « première dame », a été critiqué (spécialement quand elle a engagé du personnel pour son propre bureau et pour avoir somptueusement fait redécorer la résidence du premier ministre). Ses fréquentes séances de shopping ont fait les choux gras de la presse tabloïd, certains la surnommant « Imelda » pour son amour des chaussures (elle en aurait eu plus de 100 paires).
Dans son livre On the Take (1994), la journaliste Stevie Cameron l'a accusée d'avoir essayé de vendre son vieux mobilier au gouvernement largement au-dessus de sa valeur.
Elle fait actuellement partie du conseil d'administration de l'organisation caritative Fybrose kystique Canada et de celui du groupe de média québécois Astral Media.